# جزيرة سايبوس
جزيرة سايبوس وهي جزيرة من جزر إندونيسيا، وتقع ضمن جزر كانغيان في إقليم جاوة الشرقية.